# Maagzuur
Maagzuur is een spijsverteringssap dat in de maag gevormd wordt. Het bevat onder andere zoutzuur. De maag in rust, zonder invloed van voedsel heeft een pH van rond de 1. De  pH van de maag kan tijdens het eten van een maaltijd oplopen tot 4,5. Na verloop van tijd keert de zuurgraad terug tot ongeveer een pH van 1. Maagzuur maakt deel uit van maagsap en het wordt gemaakt door cellen in het slijmvlies van de maagwand die maagwandklieren worden genoemd.
Maagzuur heeft een aantal functies:
- breekt voedseldeeltjes af tot kleinere deeltjes;
- denatureert eiwit en nucleïnezuren;
- zet pepsinogeen om in pepsine, een enzym dat optimaal bij lage pH werkt en eiwitketens afbreekt tot korte ketens of zelfs losse aminozuren;
- vernietigt bacteriën.

De maagwand is deels beschermd tegen het zuur dankzij de slijmlaag of mucus, wat niet geldt voor andere lichaamsoppervlakken (zoals de slokdarm/oesofagus). Dit verklaart het branderige onprettige gevoel in de keel na overgeven en in geval van reflux, het terugkomen van de maaginhoud in de slokdarm. Dat wordt ook wel brandend maagzuur genoemd. Maagcellen delen wel veel sneller in verhouding tot andere lichaamscellen om de vertering van de maag bij te houden.
De zure maaginhoud wordt bij aankomst in de twaalfvingerige darm geneutraliseerd met natriumwaterstofcarbonaat dat in grote hoeveelheden wordt geproduceerd door de alvleesklier.

## Bescherming en oprispingen (reflux)

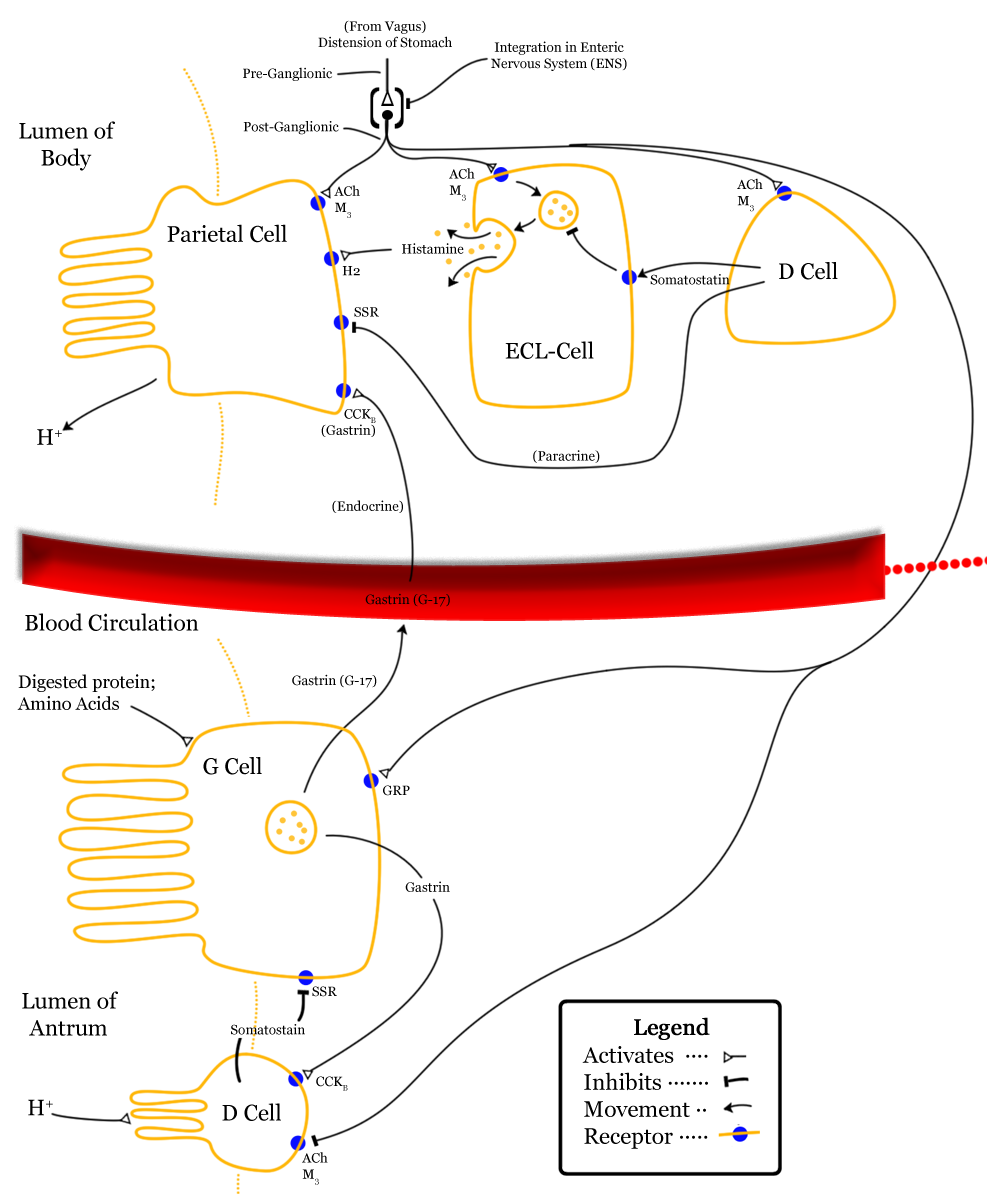
Schematische voorstelling van de maagzuurproductie

Brandend maagzuur en zure oprispingen komen vaak voor. In de maag kan het maagzuur geen kwaad. De maag heeft als beschermingsmechanisme tegen zuur een hoge slijmproductie met een hoge pH door bicarbonaat, zodat het zuur geneutraliseerd wordt en niet snel kan inwerken op de maagwand. Andere mechanismen zijn snelle regeneratie van epitheelcellen, een goede doorbloeding om deze regeneratie te bewerkstelligen, om H3O+ af te voeren, en de werking van prostaglandines die de doorbloeding handhaven. Een disbalans tussen bescherming en zuurproductie kan hier tot klachten leiden, bijvoorbeeld bij gastritis in aanwezigheid van Helicobacter pylori. Hierdoor kan het zuur samen met pepsine, afkomstig van door H3O+ omgezet pepsinogeen, inwerken op de maagwand, met pijn als gevolg.
Er is maar een dag herstel nodig omdat het een afwisselende vorm van maagzuur is.
Om opkomend maagzuur te voorkomen is het verstandig om kort na de maaltijd niet voorover te buigen, of horizontaal te gaan liggen, maar nog een tijdje te blijven zitten of staan. Als de klachten 's nachts optreden, kan het helpen om het hoofdeinde van het bed hoger te plaatsen. Langdurig bukken, bijvoorbeeld bij tuinieren of schoonmaken, kan beter vermeden worden door dit gehurkt te doen.
De slokdarm en het duodenum hebben al deze mechanismen niet en het zuur tast hier slijmwand sneller aan, waardoor deze geïrriteerd en ontstoken kan raken. Het zuur komt in de slokdarm als de sfincter, de sluitspier tussen maag en slokdarm minder goed functioneert en niet kan voorkomen dat de inhoud van de maag terugkomt in de slokdarm (lat: reflux, "terugstroom"). Een hernia aan het middenrif waarbij de maag gedeeltelijk boven het middenrif komt te liggen waardoor de sfincter open blijft staan of als het voedsel te lang in de maag blijft, bijvoorbeeld bij te vet voedsel, kan meer oprispingen veroorzaken.
De klachten die hierbij ontstaan zijn een schrijnend, brandend, soms ook wel drukkend en knijpend gevoel achter het borstbeen, die kan uitstralen naar de rug tussen de schouderbladen, en soms zelfs hoestklachten of een ‘brok in de keel’ doordat het zuur tot aan de keel komt. De klachten zullen eerst kort zijn, maar naarmate de slokdarm vaker en langer in contact komt met het zuur zullen de klachten heviger worden.
De klachten treden vooral op na een maaltijd, ‘s nachts liggend in bed, bij voorover bukken, persen, verstopping of knellende kleding. Bij zwangerschap en overgewicht is de druk in de buik hoger en dit kan dus ook resulteren in zuurbranden. Andere beïnvloedende factoren zijn verkeerde, vettige voeding, waardoor de maag langer vol blijft en constipatie kan ontstaan, en minder functioneren van de sfincter door inname van koffie, roken (nicotine), chocolade en alcohol.
De maagzuurproductie is de belangrijkste oorzaak van deze klachten. Zonder zuur zouden er immers ook geen klachten zijn. Pariëtale cellen in de maagwand zorgen ervoor dat zoutzuur het lumen in getransporteerd wordt. Via een protonpomp met H+/K+-ATPase-activiteit wordt H+ actief het lumen in getransporteerd door uitwisseling met K+. Dit zuur komt van CO2 dat vanuit het bloed de cel intreedt. Het ontstane HCO3− wordt weer het plasma in getransporteerd, uitgewisseld tegen Cl−. Cl− gaat met H+ mee via CFTR, een eiwit dat chloride transporteert. De secretie van HCl wordt direct gestimuleerd door gastrine, dat in het bloed afgescheiden wordt door G-cellen naar aanleiding van voedsel in de maag. Dit bindt dan aan CCK-B receptoren op pariëtale cellen waarna HCl vrijkomt. 
Ook is er indirecte stimulatie. Dan bindt gastrine op de CCK-B receptoren op de ECL-cellen waardoor histamine vrijkomt. Histamine bindt op zijn beurt weer aan H2-receptoren op pariëtale cellen via cAMP. Daarnaast stimuleert acetylcholine de pariëtale cellen en GRP de G-cellen via parasympathische zenuwvezels. Adrenerge vezels remmen de zuursecretie. Andere remmende factoren zijn de zuurtegraad in de maag zelf en somatostatine.